# Łagiewniki Średzkie
Łagiewniki Średzkie – wieś w Polsce położona w województwie dolnośląskim, w powiecie średzkim, w gminie Udanin.
We wsi był przystanek kolejowy Łagiewniki Średzkie.

## Podział administracyjny
W latach 1975–1998 miejscowość administracyjnie należała do województwa legnickiego.

## Nazwa
Nazwa miejscowości pochodzi od nazwy wczesnośredniowiecznego zawodu łagiewnika polegającego na wyrabianiu drewnianych lub glinianych naczyń. W dokumencie z 1217 roku wydanym przez biskupa wrocławskiego Lorenza miejscowość wymieniona jest w zlatynizowanej, staropolskiej formie „Langevnici”.
Z kolei według niemieckiego językoznawcy Heinricha Adamy’ego nazwa miejscowości pochodzi od polskiej nazwy zawodu "ławnika" wchodzącego w skład ławy miejskiej. W swoim dziele o nazwach miejscowych na Śląsku wydanym w 1888 roku we Wrocławiu jako najstarszą zanotowaną nazwę miejscowości wymienia on w formie Lauwenik (Lawnik) podając jej znaczenie "Gerichtsmann" czyli po polsku "Ławnik".
Polską nazwę Łagiewniki oraz niemiecką Lohnig wymienia w 1896 roku śląski pisarz Konstanty Damrot w książce o nazewnictwie miejscowym na Śląsku. Damrot w swojej książce wymienia również starsze nazwy z łacińskich dokumentów z roku 1338 Langewinci i Lagewinitz.